# Championnat de France FFSA GT 1999
Navigation
édition précédente édition suivante
Le Championnat de France FFSA GT 1999 est la troisième édition du championnat.

## Engagés
| Équipe | Voiture | No. | Pilote | Cat. | Manches |
| ------ | ------- | --- | ------ | ---- | ------- |

| Icône | Catégorie                                                                               |
| ----- | --------------------------------------------------------------------------------------- |
| GT2   | GT2: Voitures du règlement FIA-GT2 et FIA-GT1 modifiées                                 |
| GT3   | GT3: Voitures des Coupes monotypes, rapport poids puissance égal à 1 100 kg/300 ch      |
| GT4   | GT4: Voitures des Coupes monotypes, rapport poids puissance inférieur à 1 100 kg/300 ch |

## Calendrier de la saison 1999
| Manche | Manche | Date         | Meeting                 | Circuit                       | Lieu        | Région/Pays                     |
| ------ | ------ | ------------ | ----------------------- | ----------------------------- | ----------- | ------------------------------- |
| 1      | C1     | 27 mars      | Le Mans                 | Circuit Bugatti               | Le Mans     | Pays de la Loire, France        |
| 1      | C2     | 28 mars      | Le Mans                 | Circuit Bugatti               | Le Mans     | Pays de la Loire, France        |
| 2      | C1     | 17 avril     | Lédenon                 | Circuit de Lédenon            | Lédenon     | Languedoc-Roussillon, France    |
| 2      | C2     | 18 avril     | Lédenon                 | Circuit de Lédenon            | Lédenon     | Languedoc-Roussillon, France    |
| 3      | C1     | 23 mai       | F3 Grand Prix de Pau    | Circuit de Pau-Ville          | Pau         | Aquitaine, France               |
| 3      | C2     | 24 mai       | F3 Grand Prix de Pau    | Circuit de Pau-Ville          | Pau         | Aquitaine, France               |
| 4      | C1     | 24 juillet   | Grand Prix de Nogaro    | Circuit Paul Armagnac         | Nogaro      | Midi-Pyrénées, France           |
| 4      | C2     | 25 juillet   | Grand Prix de Nogaro    | Circuit Paul Armagnac         | Nogaro      | Midi-Pyrénées, France           |
| 5      | C1     | 11 septembre | Val de Vienne           | Circuit du Val de Vienne      | Le Vigeant  | Poitou-Charentes, France        |
| 5      | C2     | 12 septembre | Val de Vienne           | Circuit du Val de Vienne      | Le Vigeant  | Poitou-Charentes, France        |
| 6      | C1     | 16 octobre   | Grand Prix GT F3 France | Circuit de Nevers Magny-Cours | Magny-Cours | Bourgogne, France               |
| 6      | C2     | 17 octobre   | Grand Prix GT F3 France | Circuit de Nevers Magny-Cours | Magny-Cours | Bourgogne, France               |
| 7      | CE     | 31 octobre   | 500 km Valencia         | Circuit Ricardo Tormo         | Cheste      | Communauté valencienne, Espagne |

## Résultats de la saison 1999
| Manche | Manche | Meeting                               | Vainqueur GT2                      | Vainqueur GT3                        | Vainqueur GT4                        |
| ------ | ------ | ------------------------------------- | ---------------------------------- | ------------------------------------ | ------------------------------------ |
| 1      | C1     |                                       | #2 Larbre Compétition              | #45 DDO                              | #99 Bleynie                          |
| 1      | C1     | Jean-Claude Lagniez Patrice Goueslard | Dominique Dupuy François Fiat      | Gérard Bleynie Serge Pajean          |                                      |
| 1      | C2     | #12 Paul Belmondo Racing              | #39 RS Racing Team                 | #85 Monaco Racing Team               |                                      |
| 1      | C2     | Paul Belmondo Claude-Yves Gosselin    | Gilles Rousseau Jean-Marc Thévenot | Bertrand Balas Gildo Pallanca Pastor |                                      |
| 2      | C1     |                                       | #2 Larbre Compétition              | #39 RS Racing Team                   | #91 BB Propulsion                    |
| 2      | C1     | Jean-Claude Lagniez Patrice Goueslard | Gilles Rousseau Jean-Marc Thévenot | José Garcia Alexandre Debanne        |                                      |
| 2      | C2     | #1 Sonauto-Levallois                  | #45 DDO                            | #88 Alméras Frères                   |                                      |
| 2      | C2     | Jean-Pierre Jarier François Lafon     | Dominique Dupuy François Fiat      | Gaël Lesoudier Lucien Guitteny       |                                      |
| 3      | 3      | F3 Grand Prix de Pau                  | Réservé GT3 & GT4                  | #30 Riverside Compétition            | #99 Bigard                           |
| 3      | 3      | F3 Grand Prix de Pau                  | Réservé GT3 & GT4                  | Gérard Larrousse Thierry Depoix      | Gérard Bleynie Jean-Pierre Jabouille |
| 3      | 3      | F3 Grand Prix de Pau                  | #6 Château System                  | #45 DDO                              | Réservé GT2 & 8 meilleures GT3       |
| 3      | 3      | F3 Grand Prix de Pau                  | Cyril Château                      | Dominique Dupuy François Fiat        | Réservé GT2 & 8 meilleures GT3       |
| 4      | C1     | Grand Prix de Nogaro                  | #7 Michel Nourry                   | #38 Autovitesse                      | #85 Monaco Racing Team               |
| 4      | C1     | Grand Prix de Nogaro                  | Michel Nourry Patrick Herbert      | Ferdinand de Lesseps                 | Bertrand Balas Gildo Pallanca Pastor |
| 4      | C2     | Grand Prix de Nogaro                  | #1 Sonauto-Levallois               | #38 Autovitesse                      | #91 BB Propulsion                    |
| 4      | C2     | Grand Prix de Nogaro                  | Lucien Guitteny Jean-Pierre Jarier | Ferdinand de Lesseps                 | José Garcia Philippe Gache           |
| 5      | C1     |                                       | #2 Larbre Compétition              | #31 Larbre Compétition               | #91 BB Propulsion                    |
| 5      | C1     | Jean-Claude Lagniez Patrice Goueslard | Jean-Luc Chéreau Richard Flammang  | José Garcia                          |                                      |
| 5      | C2     | #2 Larbre Compétition                 | #45 DDO                            | #99 Mirabeau Compétition             |                                      |
| 5      | C2     | Jean-Claude Lagniez Patrice Goueslard | Dominique Dupuy François Fiat      | Gérard Bleynie Jean-Pierre Jabouille |                                      |
| 6      | C1     | Grand Prix GT                         | #6 Château System                  | #45 DDO                              | #85 Monaco Racing Team               |
| 6      | C1     | Grand Prix GT                         | Cyril Château Wolfgang Kaufmann    | Dominique Dupuy François Fiat        | Bertrand Balas Gildo Pallanca Pastor |
| 6      | C2     | Grand Prix GT                         | #11 Paul Belmondo Racing           | #45 DDO                              | #99 Bleynie                          |
| 6      | C2     | Grand Prix GT                         | Emmanuel Clérico Guy Martinolle    | Dominique Dupuy François Fiat        | Gérard Bleynie Jean-Pierre Jabouille |
| 7      | 7      | 500km Valencia                        | #1 Sonauto-Levallois               | #49 Desbrueres                       | #99 Mirabeau Compétition             |
| 7      | 7      | 500km Valencia                        | Jean-Pierre Jarier François Lafon  | Jean-Luc Chéreau Patrick Huisman     | Gérard Bleynie Jean-Pierre Jabouille |